# Kalmosaari (ö i Outokumpu, Ravijärvi)
Kalmosaari är en liten öi Ravijärvi i Finland. Ordet kalmosaari hänvisar antagligen att ön har varit begravningsplats. Ön ligger i sjön Ravijärvi och i kommunen Outokumpu i den ekonomiska regionen  Joensuu ekonomiska region  och landskapet Norra Karelen, i den sydöstra delen av landet, 400 km nordost om huvudstaden Helsingfors. Öns area är 0,9 hektar och dess största längd är 120 meter i nord-sydlig riktning.